# Casey Jones (Band)
Casey Jones war eine US-amerikanische Straight-Edge-Hardcore-Band aus Jacksonville.

## Geschichte
Casey Jones bestand aus Mitgliedern von Evergreen Terrace und xtimetodiex. Der Name der Band stammt entweder von einem US-amerikanischen Lokomotivführer oder von einem gleichnamigen Charakter aus der Comicserie Teenage Mutant Ninja Turtles. Die Band veröffentlichte im Januar 2011 ihr letztes Album I Hope We're Not the Last und war beim ebenfalls in Florida beheimateten Label Eulogy Recordings unter Vertrag. Casey Jones kündigten über MySpace an, dass I Hope We’re Not the Last ihr letztes Album und 2011 ihr letztes Jahr als Band sein würden. Nach einer ausgedehnten Tour erfolgte 2012 die angekündigte Trennung. Postum veröffentlichte die Band einen selbsterstellten Dokumentarfilm über den Verlauf ihrer Karriere.

## Stil
Der Musikstil der aus Jacksonville stammenden Gruppe lässt sich dem Melodic Hardcore und klassischem Hardcore zuordnen. Laut.de zog Vergleiche zur Musik von Gorilla Biscuits und Shelter.

## Diskografie
- 2003: The Few, the Proud, the Crucial (Indianola Records)
- 2006: The Messenger (Eulogy Recordings)
- 2011: I Hope We're Not the Last (First Division Records)

### Film
- 2012: Start to Finish (Eigenvertrieb)